# ناچی-فوجیکوشی
ناچی-فوجیکوشی (انگلیسی: Nachi-Fujikoshi) شرکت قطعات خودرو ژاپنی است، که در سال ۱۹۲۸ تأسیس شد.